# Slint
Gli Slint sono stati una rock band statunitense, in attività dal 1986 al 1992. Nonostante l'esigua discografia prodotta e lo scarso successo commerciale, sono considerati una delle band più influenti di fine anni ottanta ed inizio anni novanta oltre che tra le più grandi band nella storia del rock. Sono spesso categorizzati come una delle prime band post-rock.

## Storia

### Origini (1981-1986)
Brian McMahan e Britt Walford, compagni di classe alla J. Graham Brown Elementary School, iniziano a suonare insieme fin dalla giovane età, quando frequentano il sixth grade (equivalente più o meno alla seconda media in Italia), fondando nel 1981 i Languid & Flaccid insieme a Ned Oldham, fratello maggiore di Will, e altri due amici, Stephanie Karta e Paul Catlett. Con il tempo i membri della band si dividono in due progetti diversi, e McMahan, Walford e Oldham, alla ricerca di una musica più veloce e aggressiva, formano nel 1982 i Maurice con Will Oldham e Sean "Rat" Garrison, frontman del gruppo. I Maurice funzionarono come raccolta di idee che esploderanno in seguito con la formazione degli Slint. Ma ben presto McMahan ed entrambi i fratelli Oldham decidono di lasciare la band, sostituiti da Mike Bucayu e David Pajo. Per la prima Walford e Pajo fanno parte dello stesso progetto, e grazie anche a questa collaborazione sarà possibile la nascita degli Slint.
Nel 1985 nascono gli Squirrel Bait, gruppo che ha una breve storia ma che segna profondamente la musica degli anni novanta. Nella band suonano nuovamente insieme Walford e McMahan, ma Walford abbandona il gruppo subito dopo la prima sessione di registrazione. Nel suo anno di attività la formazione degli Squirrel Bait registra l'EP omonimo Squirrel Bait e Skag Heaven, album considerato dalla critica musicale una tappa importante nell'evoluzione della musica rock. Nel frattempo, nello stesso anno, si esibiscono per la prima volta insieme Walford, Pajo e Buckler, tre dei quattro membri che formeranno gli Slint, sotto il nome di Small Tight Dirty Tufts of Hair.
Contemporaneamente la storia dei Maurice si avvia verso un lento declino, e così nel 1986 Mike Bucayu decide di formare una nuova band che lasciasse più spazio alle sue idee nella stesura delle canzoni, dato che nei Maurice la produzione dei brani era affidata completamente a Walford e Pajo. Il nuovo gruppo, i Solution Unknown, prende forma con la voce di Eric Schmidt, David Pajo alla batteria, Kent Chappelle al basso e Todd Brashear, che suonerà il basso negli Slint dopo l'abbandono di Ethan Buckler, come seconda chitarra. La band, dopo aver registrato alcuni dischi, si scioglie definitivamente nell'agosto del 1987.

### Tweez (1986-1989)
(Steve Albini, Maximum Rock 'n' Roll Magazine)
Gli Slint nacquero nel 1986 a Louisville, in Kentucky, su iniziativa del chitarrista Brian McMahan e del batterista Britt Walford, già membri della punk band Squirrel Bait. A loro si aggiunsero il bassista Ethan Buckler e il chitarrista David Pajo. Nel 1987 registrarono alcune session insieme al produttore Steve Albini. Il materiale registrato venne pubblicato due anni dopo, nel 1989, nel primo album Tweez, autoprodotto dall'etichetta del gruppo Jennifer Hartman Records.
Buckler uscì dalla band e venne sostituito da Todd Brashear, col quale registrarono altro materiale, pubblicato, però, solo nel 1994 sull'EP Glenn/Rhoda. Dopo l'uscita del primo album, alcuni membri della band tornarono a dedicarsi ai propri studi universitari.

### Spiderland (1989-1991)
Nel 1991, dopo aver firmato con la Touch and Go Records, pubblicarono l'album Spiderland, considerato dalla quasi totalità dei critici un dei dischi più importanti e influenti degli anni novanta.
Dopo l'uscita del secondo album la band si sciolse per motivi incerti. Nel 1993 la Touch and Go ripubblicò Tweez.

### Reunion (2005, 2007, 2013)
| 2005 | 2007 | 2013                           |
| 22 feb. Louisville 26 feb. All Tomorrow's Parties 1º mar. Londra 2 mar. Londra 3 mar. Reims 4 mar. Bologna 6 mar. Dublino 9 mar. San Francisco 10 mar. San Francisco 11 mar. San Francisco 12 mar. Seattle 13 mar. Los Angeles 17 mar. New York 18 mar. New York 19 mar. New York 20 mar. Boston 21 mar. Filadelfia 22 mar. Washington 24 mar. Chicago 25 mar. Chicago 26 mar. Chicago | 19 mag. All Tomorrow's Parties 21 mag. Amsterdam 23 mag. Bruxelles 24 mag. Parigi 28 mag. Bologna 29 mag. Roma 31 mag. Barcellona 17 lug. New York 18 lug. New York 20 ago. Glasgow 22 ago. Londra 23 ago. Londra | 29 nov. All Tomorrow's Parties |

Dopo tredici anni di inattività gli Slint tornano nuovamente a suonare insieme nel 2005, composti da Brian McMahan, David Pajo e Britt Walford. La prima esibizione avviene nella città dove tutto è cominciato, nel W. L. Lyons Brown Theatre di Louisville, il 22 febbraio. Una seconda esibizione ha luogo quattro giorni dopo a Londra, nel primo weekend degli All Tomorrow's Parties, concerto curato proprio dagli Slint. Quando si diffuse la notizia che all'evento si sarebbe esibita la storica band si verificò il sold out più rapido nella storia degli ATP fino ad allora. In seguito a questo concerto viene aggiunta ed annunciata una serie di concerti di diciannove date, che continuando per l'Inghilterra, e proseguendo nell'Europa continentale, riporteranno gli Slint nel continente americano. Sul terreno americano si esibiscono a San Francisco, Seattle, Los Angeles, New York, Boston, Filadelfia, Washington e Chicago, dove, dopo aver effettuato tre concerti consecutivi, terminano il loro tour. Durante le varie tappe gli Slint non presentano nuovi brani, ma si esibiscono solamente nei quindici brani contenuti nei due album e nell'EP.
Due anni dopo, nel 2007, i componenti degli Slint decidono di intraprendere un nuovo tour, che parte, anche questa volta, dopo un'esibizione agli All Tomorrow's Parties nel secondo weekend dell'evento. In seguito parte un tour che passa per alcune delle città europee più importanti, come Amsterdam, Bruxelles, Parigi, Roma e Barcellona. Dopo una pausa di quasi tre settimane seguono altre due tappe del tour a New York, per poi ritornare ad esibirsi, dopo un mese, in Europa, a Glasgow e a Londra.

## Dopo gli Slint
I membri degli Slint rimasero molto attivi nella scena musicale indipendente. McMahan fondò i The For Carnation, ai quali si aggiunsero Pajo e Walford. Pajo suonò anche negli Zwan, con Billy Corgan, nei Tortoise, e pubblicò parecchi dischi da solista. Buckler suonò nei King Kong e Britt Walford nei Breeders.
Nel 2005, gli Slint si riunirono per organizzare il festival All Tomorrow's Parties, suonando, in seguito, alcuni concerti.
Nel 2007, la band si riunì una seconda volta per intraprendere un tour internazionale, proponendo l'esecuzione completa di Spiderland.
La terza reunion avviene nel 2013. Gli Slint tornano a suonare al All Tomorrow's Parties.
Nella primavera/estate del 2014, la band torna in tour. Tra le date annunciate, il Primavera Sound Festival e il Bloom di Mezzago.

## Discografia

### Album in studio
- 1989 - Tweez (Touch and Go Records)
- 1991 - Spiderland (Touch and Go Records)

### EP
- 1994 - Glenn/Rhoda (Touch and Go Records)

## Formazione

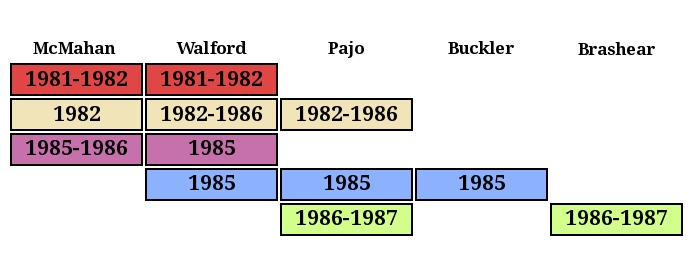
Formazione nel tempo

- Brian McMahan - chitarra e voce (1986 - 1992)
- David Pajo - chitarra (1986 - 1992)
- Britt Walford - batteria (1986 - 1992)
- Ethan Buckler - basso (1986 - 1989)
- Todd Brashear - basso (1989 - 1992)